# Die Welt dreht sich verkehrt
Die Welt dreht sich verkehrt ist 1946 entstandener österreichischer Spielfilm in Gestalt eines satirisch-komödiantisch gezeichneten Zeitbildes mit Hans Moser in der Hauptrolle. Der im Dritten Reich wegen seiner teiljüdischen Identität mit Berufsverbot belegte Wiener Regisseur J. A. Hübler-Kahla läutete hier nach zehn Jahren Zwangspause sein Comeback als Filmemacher ein.

## Handlung
Silvester 1946. Zu Ehren des Geburtstagskindes Franz Xaver Pomeisl, einem stets grummelnden, übellaunigen Wiener Angestellten a. D., wird eine kleine Feier ausgerichtet. Hier stellt Pomeisl die steile These auf, dass die Vergangenheit stets besser war als die Gegenwart ist und die Zukunft sein wird. Selbst die Kriege, so behauptet er, waren früher „nicht so schrecklich“ wie in der Neuzeit. Der größte Fehler der Welt sei, dass sie sich weiterdreht, mosert Pomeisl. Und während er den vermeintlich besseren Zeiten nachtrauert und den Globus verkehrt herum dreht, gerät er in eine wehmütig-weinselige Stimmung. Mithilfe eines magischen Ringes, den sein alter Freund Pepi ihm zu seinem Jubelfest geschenkt hat, kann der gedankenverlorene Grantler die Zeit zurückdrehen und eine Reise in Wiens weit zurückliegende Vergangenheit antreten. Aus dem Off erklingt eine Stimme: „Franz Xaver Sylvester Pomeisl: Du sollst deine ‚guten alten Zeiten‘ kennenlernen!“
Seine Zeitreise führt ihn in drei verschiedene Epochen. Zunächst geht es in das Jahr des Wiener Kongress’ 1814, wo Pomeisl als kleiner Stadtschreiber auf Befehl des Polizeirats von Creutzinger aufgrund seiner Ähnlichkeit den unpässlichen Fürsten Palaszki ersetzen soll und in dieser Doppelrolle zwischen Herrschaft und Untertan hin und her lavieren muss. Schließlich setzt Pomeisl anstelle eines Kriegspaktes, wie ihn der Fürst aufgesetzt hätte, einen Friedenspakt auf. Die Landung Napoleons 1815 auf dem Festland lässt diese Idee Makulatur werden. Anschließend gerät Pomeisl in die Zeit der Belagerung Wiens durch die Türken (1683) in die Gefangenschaft der Belagerer und wird nach einem amüsanten Plausch mit dem Heerführer Agha als Emissär zu seinen eigenen Leuten zurückgesandt. Pomeisls letzte Zeitstation führt ihn in die antike Keltensiedlung Vindobona im Jahre 176 n. Chr., in die Zeit rund um die Geburtsstunde des späteren Wiens. Hier muss er die Verteidigung des späteren Wiens gegen römische Kohorten organisieren und tut dies, indem er vorschlägt, die römischen Eindringlinge als gute Gastgeber zu bekochen und mit köstlichem Wein abzufüllen. Dies geschieht so, als Kaiser Mark Aurel nebst Gattin inkognito in der Siedlung auftauchen. Die gute Bewirtung rettet Vindobona vor der Zerstörung.
Pomeisl kehrt aus diesen Zeitepochen mit der Erkenntnis zurück, dass die früheren Jahrhunderte, die „guten, alten Zeiten“, doch nicht so herrlich waren, wie er stets glaubte, und dass die wirklich guten Zeiten erst noch kommen. „Die Welt dreht sich schon nicht verkehrt, wir müssen sie nur richtig verstehen lernen“ resümiert Pomeisl folgerichtig.

## Produktionsnotizen
Die Dreharbeiten zu Die Welt dreht sich verkehrt, dem vierten österreichischen Nachkriegsspielfilm, fanden 1946 im Filmatelier von Wien-Mauer statt, die Uraufführung war am 13. Februar 1947. In Deutschland konnte man den Film erstmals am 14. April 1950 in Wiesbaden sehen.
Josef W. Beyer übernahm die Produktionsleitung. Werner Schlichting gestaltete die Filmbauten, Albert Bei die Kostüme. Alfred Norkus sorgte für den Ton. Georg M. Reuther war Regieassistent.
Hans Moser singt (in der Vindobona-Episode) das Lied „Irgendwo auf dieser Welt muss a Platzerl sein“.
Josef Meinrad gab mit einer Türkenrolle in der zweiten Zeitreisestation Mosers ebenso sein Filmdebüt wie Marianne Schönauer, die in der dritten Episode als schöne Römerkaiserin zu sehen ist. Alfred Gerasch als ihr greiser Gatte hingegen gab hier seine Abschiedsvorstellung auf der großen Leinwand.

## Kritiken
Im Österreichischen Filmarchiv ist zu lesen: “DIE WELT DREHT SICH VERKEHRT ist eine österreichische Verfremdung. In einer künstlichen Studiowelt wird die Geschichte des Landes zur eskapistischen Traumkulisse zurechtgefilmt, zu einer schillernden Projektionsfläche für Fluchten aus der bitteren Wirklichkeit. Hans Moser unternimmt als Franz Xaver Pomeisl melancholische Reisen zurück in (vermeintlich) glücklichere Zeiten. Weltschmerz ist seine Grundhaltung – nach ein paar Vierteln Wein scheinen ihm selbst vergangene Kriege noch besser als das zerstörte Wien der Gegenwart. Seine trügerische Tour d’Horizon geht mit zahlreichen Rollenwechseln und Identitätsverlusten einher.”
In Diagonale, dem Festival des österreichischen Films, heißt es im März 2020: “Ein kinematografisches Geschichtslabor, ein launisch-heiterer Spaziergang durch vergangene Epochen, der viel über das offiziöse Selbstverständnis Österreichs in der unmittelbaren Nachkriegszeit verrät. Die Geschichtsverklärung erfährt ihre programmatische Zuspitzung in der Hauptfigur Franz Xaver Pomeisl (natürlich Hans Moser!), der melancholische Reisen zurück in (vermeintlich) bessere Zeiten unternimmt.”

„… weitgehend ohne Schwung und Esprit inszeniert ...“

Auf film.at heißt es: „Ein heiter-abenteuerlicher Spaziergang durch eine Handlung, die viel über das offiziöse Selbstverständnis Österreichs in der unmittelbaren Nachkriegszeit erkennen lässt.“